# Kanalizacija
Kanalizacija je sistem za zbiranje in odstranjevanje odplak ki poteka od mesta nastanka odpadnih vod do čistilnih naprav. Namen kanalizacije so zaščita javnega zdravja, preprečitev nastajanja in širjenja bolezni ter preprečitev onesnaževanja nadzemnih in podzemnih voda.

## Zbiranje
Osnovni sistem za zbiranje odplak deluje na principu prostega padca (gravitacijska kanalizacija),vendar na nekaterih mestih (npr. velike ravnice, večje naravne ovire, skalovje) princip prostega padca ni mogoč in tam se uporabljajo črpalke, ki črpajo odplake do čistilnih naprav(tlačna kanalizacija). Kanalizacijski vodi so sestavljeni iz cevi od premera 150 mm, do velikih betonskih cevi. Danes se največ uporabljajo cevi iz umetnih mas kot so PVC, PP, PE in poliester, vse manj pa se uporabljajo betonske cevi.
Odplake pri stanovanjskih hišah se največkrat zbirajo v greznicah, to je zakopan zbiralnik, ki ločuje trde odplake od tekočih. Tekoče odplake se potem preko cevi pretakajo do čistilnih naprav, trde odplake pa se izčrpajo in s posebnimi vozili transportirajo na deponije. Poznamo tudi sisteme pri katerih ima vsako gospodinjstvo svojo greznico s strojem za mletje trdnih odplak in ko je nivo odplak v greznici dovolj visok se mlin vključi in zmelje vse odplake potem pa te odplake stečejo po kanalizacijskem sistemu v čistilno napravo. V današnjem času pa se v krajih, kjer ni kanalizacijskega omrežja, montirajo individualne čistilne naprave, ki delujejo na principu velikih čistilnih naprav. Prečiščena odpadna voda iz malih čistilnih naprav pa se lahko izteka drenira v naravo.

## Vrsta kanalizacij
Oblika in velikost kanalizacij se odraža glede na namembnost le-te. Osnovne kanalizacije delimo na fekalne kanalizacije,  meteorne kanalizacije, ter kombinirane kanalizacije. Kombinirane oblike kanalizacij so oblikovane tako, da poleg odplak po istih ceveh hkrati transportirano tudi meteorne vode. Vendar te oblike po navadi niso zmožne zdržati večjega volumskega pretoka,ki nastane ob večjih padavinah, kar pa povzroči probleme pri transportu fekalij in ima za posledico iztok fekalij skozi revizijske jaške in požiralnike.
Poznamo tudi ločene kanalizacijske sisteme. Tu potekata dva ločena cevovoda, eden za transport fekalij, drugi pa za transport meteornih voda, ki pa je lahko speljan mimo čistilnih naprav in se lahko spusti direktno v  naravo. V modernih gospodinjstvih so večinoma v uporabi ločeni kanalizacijski sistemi.

## Transport in odstranjevanje odplak skozi zgodovino
Po večini so skozi zgodovino vse odplake speljali v razne nadzemne vode (reke, morja). Zgodnje civilizacije so bile večinoma zgrajene poleg večjih vodnih tokov,zato jim je bil izpust  naravne vire tudi omogočen in najlažji.

### Antični sistemi
Prvi odvajalni sistem je bil najden na bližnjem vzhodu v jugovzhodnem delu Irana blizu mesta Zabol. Prvi kanalizacijski sistem zgrajen iz glinenih cevi je bil na Kreti v Grčiji. In po 3000 letih še vedno deluje.
Večje populacije pa potrebujejo bolj kompleksne kanalizacijske sisteme da vzdržujejo čistočo v prenaseljenih mestih. Antična mesta Harappa in Mohenjo-daro v vzhodni Indij pa so že v letih 2600 p.n.š imela prvo kompleksno kanalizacijo zgrajeno iz opek na katere so že bile priključene školjke s splakovanjem. Prav tako so v teh mestih imeli javna in zasebna kopališča, ki so imela posebne drenažne sisteme, preko katerih je odpadna voda prišla do mestne kanalizacije.

### 16. stoletje
Do 16. stoletja kanalizacijski sistemi niso doživeli večjega napredka. Takrat pa je izumitelj Sir John Harrington izumil napravo v čast kraljici Elizabeti, ki je odpadne vode spuščala v greznice. V mestih kanalizacijski sistemi niso bili zgrajeni zato ker so se odplake metale kar na cesto kjer jih je izpiral dež. Nekatera mesta pa so imela kar nadzemno kanalizacijo ki je potekala vzporedno s cesto in je na nekaterih mestih imela urejeno drenažo da je tekočina tam poniknila. Vendar pa z naraščanjem populacije in večanjem mest tak sistem ni zadoščal za nastalo količino odplak in je postal vir vseh bolezni. Take probleme so imeli v Združenem kraljestvu še na koncu 19. stoletja in so bila vodna obolenja, kot npr. kolera čisto običajna.

### Industrijska doba
Prenaseljenost v mestih v Evropi in Severni Ameriki zaradi industrijske revolucije pa je povzročala vedno večje probleme z javno čistočo in večje zdravstvene probleme. Zato so začetka 20. stoletja v velikih mestih pospešeno začeli graditi kanalizacijske sisteme, ki so pomagali preprečevati izbruhe bolezni in so drastično zmanjšali stopnjo umrljivosti. Ti sistemi so sprva spuščali odplake naravnost v nadzemne vode brez kakršnegakoli prečiščevanja. Prvi celovit kanalizacijski sistem je bil zgrajen v nemškem mestu Hamburg v sredini 19. stoletja.
Po odpravi problemov z odplakami, pa se je začel pojavljati vedno večji problem z onesnaževanjem nadzemnih voda. Prve rešitve so bile ločevanje trnih odplak od tekočih in njihova uporaba v kmetijske namene. Konec 19. stoletja so v nekaterih mestih začeli v kanalizacije dodajati razne kemikalije in gradili večje greznice. Prva čistilna naprava je bila zgrajena v Worchestru, leta  1890.